# Лагуш-да-Бейра
Ла́гуш-да-Бе́йра (порт. Lagos da Beira) — район (фрегезия) в Португалии, входит в округ Коимбра. Является частью муниципалитета Оливейра-ду-Ошпитал. По старому административному делению входил в провинцию Бейра-Алта. Входит в экономико-статистический субрегион Пиньял-Интериор-Норте, который входит в Центральный регион. Население на 2001 год составляло 912 человек. Район занимает площадь 8,49 км².
Покровителем района считается Иоанн Креститель.